# 高塔山ロックフェス
高塔山ロックフェス（たかとうやまロックフェス）は、シーナ（シーナ＆ロケッツ）の『高塔山でロックがしたい』という言葉を起源に、2004年から2015年まで開催された高塔山ジャム（T-Jam）の後継フェスとして、2017年にスタート。北九州市若松区高塔山公園野外音楽堂で開催されるロックフェスである。

## 沿革
2016年、高塔山ジャム（T-Jam）時代の2004年から2010年まで実行委員長であった倉掛“HIDE”英彰（ミーナ＆ザ・グライダー、元NEW DOBB）が、SNSを通して全国のロックファンから再開切望の声を聞いた事をきっかけに、実現へ向けて動き出す。 まずは発案者シーナの意向をとるために福岡のロックバーJUKE JOINTにて、鮎川 誠（シーナ＆ロケッツ）へのフェス開催及び出演の許可を打診。居合わせたシナロケファン多数に拍手喝采を受けながら鮎川の快諾を得る。
その後、T-Jam時代の運営が収支的に困難であったこともあり、共催の北九州ミュージックプロムナードから提出された再開に向けての条件が、行政、経済界を含めた強固な組織づくりであったことから、フェスプロデューサーHIDEの本格的な動きが始まった。福岡県会議員や北九州市議会議員、商工会議所、青年会議所、多くの経営者が所属するロータリークラブ、ライオンズクラブ、流通ビジネスクラブ等の例会多数へ出席し、北九州の音楽的なポテンシャル、高塔山でのロックフェスの意義を説いてまわること3ヶ月。また、福岡の音楽シーンで会長と呼ばれ、全国的にも知名度の高い福嶋伊玖磨にもオブザーバーとしての協力を要請、快諾を得る。
2017年初頭、北九州経済界からの理事4名、実行委員10数名、制作にGRYDER WORKSとして構築する中、吉村企右を実行委員長として高塔山ロックフェス実行委員会がスタート。北九州ミュージックプロムナードからの北九州市共催もとりつける形で、2017年より開催された。
2020年は新型コロナウイルス感染症の影響による開催中止としたが、2021年文化庁AFF、2022年は文化庁AFF2事業として開催。これにより主催が合同会社 GRYDER WORKSとなり、倉掛“HIDE”英彰が代表として開催。
2023年初頭、この高塔山でのフェス発案者シーナとともに、長きに渡って出演し、その開催に協力を惜しまなかった鮎川誠逝去により、開催が危ぶまれていたが、10月1日＠天神として天神中央公園、10月21日には高塔山野外音楽堂という2会場での鮎川誠追悼『SHEENA & THE ROKKETS FOREVER』と題し開催を実現した（いずれも経済産業省『JLOX』事業）。高塔山会場にはクラウドファンディングによるモニュメントが設置され、鮎川が高塔山ステージとなった2022年に残した最後の言葉『来年も“ぜったい”に会おう！』、その約束の場所をつくるという目的を代表倉掛“HIDE”英彰が果たせた形となった。

## コンセプト
シーナ＆ロケッツとルースターズを柱に、HIDEのメジャーデビュー当時のバンドNEW DOBBが出会った場所『高塔山』をロックの聖地とし、ここから輩出された多くの日本を代表するミュージシャン、そんな福岡・北九州のポテンシャルを次世代へつなぐ“世代の継承”こそを目的とし、音楽スタイルだけにとらわれない『You May Dream』『夢中になることの大切さ』をコンセプトとした。20代のバンドはもちろん、高校生軽音楽部や大学生バンドへの経験の場としてもフェスを活用する事に尽力を注いだ。
シーナ＆ロケッツとルースターズ、そしてHIDE（ミーナ＆ザ・グライダー、元NEW DOBB）の出会いは、のちに『高塔山伝説』として、HIDEがラジオで語っている。そして2019年8月21日、フェス荒天時会場でもあったボートレース若松での高塔山PRイベントにて、大江慎也（元ルースターズ）と当時の想い出を語り合ったことで、多くの高塔山ファンへ浸透することとなった。
また、2018年からは、全国から集まるロックファンはもちろん、地元北九州、若松へのにぎわい創出を目的に、北九州ご当地グルメ協議会の協力を得て、誰でも参加できる入場無料の高塔山フードフェスを頂上芝生広場にて同時開催。同時にシャトルバスの運行を開始。食だけにとどまらず企業ブース他、『グリーンステージ』として若手バンド、シンガー、アイドル、ダンスユニット等も出演する、総合型の音楽フェスとしてグレードアップさせた形となる。